# Jean Beaufort (mort en 1471)
Pour les articles homonymes, voir Jean Beaufort, Maison de Beaufort et Beaufort.
Jean Beaufort (1441 – 4 mai 1471) est un noble qui combattit pour le camp de la Maison de Lancastre au cours de la Guerre des Deux-Roses.

## Biographie
Il était un des fils d'Edmond Beaufort (v.1406-1455), 1er duc de Somerset, et d'Éléonore de Beauchamp († 1467). Son frère Henri Beaufort, 2e duc de Somerset, est exécuté pour trahison en 1464 sur ordre du yorkiste Édouard IV, peu après la bataille de Hexham, et meurt sans héritier. Réfugié en Bourgogne auprès de son autre frère Edmond, Jean n'hérite pas de ses terres et titres, car le parlement d'Angleterre les lui confisque à titre posthume. Jean décide néanmoins unilatéralement de porter le titre de « marquis de Dorset » et est désigné ainsi par ses alliés lancastriens.
Jean et Edmond rentrent en Angleterre en novembre 1470, peu après qu'Édouard ait été renversé. Jean commanda l'aile droite de l'armée lancastrienne avec son frère lors de la bataille de Tewkesbury, le 4 mai 1471, où il fut tué. Son frère Edmond fut capturé et exécuté quelques jours après. Edmond et Jean Beaufort furent inhumés dans l'abbaye de Tewkesbury, dans le Gloucestershire.
Les morts de Henri VI et de son fils quelque temps après aboutirent à l'extinction de la maison de Lancastre et de sa branche cadette de Beaufort. Seul son cousin Henri Tudor, le futur roi Henri VII, put se réfugier en Bretagne.